# Manfra
Manfra zijn Franse strips (bandes dessinées) die geïnspireerd zijn op Japanse manga.

## Nomenclatuur
Manfra is een combinatie van de woorden "manga" en "français". Het staat ook bekend als franga, manga français en global manga (waarvan de laatste een algemenere term is die ook andere op westerse manga geïnspireerde strips omvat).

## Kenmerken
De meeste Manfra, zoals Radiant, Dreamland, Dofus, en Debaser hebben een indeling die lijkt op die van manga, maar kunnen van links naar rechts worden gelezen, zoals bij Wakfu, of van rechts naar links, zoals bij Radiant. De meeste, zo niet alle werken die algemeen worden aangeduid als Manfra, hebben een kunststijl die is geïnspireerd op manga. Sommige Manfra, zoals La Rose Ecarlate, hebben een kunststijl geïnspireerd op manga terwijl ze nog steeds van links naar rechts worden gelezen en een hardcover bande-dessinée-formaat hebben. Hun verhalen verwijzen soms ook naar die van manga.

## Uitgevers
- Ankama Éditions
- Dargaud
- Delcourt
- Glénat
- Les Humanoïdes Associés
- Kami
- Ki-oon
- Pika Édition
- Taifu Comics

## Werken
- Actor's Studio[3] (fr)
- Amilova[4] (fr)
- Amour Sucré[1]
- Appartement 44[5]
- BB Project[6] (fr)
- La Belle et la Bête (Delcourt) van Patrick Sobral
- Bubble Gôm Gôm (Oktoprod-edities) van Cyb
- Burning Tattoo van Emmanuel Nhieu (Ankama Éditions)
- Cassius (Kami) van Saïd Sassine
- Catacombes[7] (fr)
- Celle que... (fr)
- City Hall (fr)
- Debaser[8] (fr)
- Dofus, Dofus Arena en Dofus Monster (fr)
- Dreamland (fr)
- Dys[9] (fr)
- ElementR[10]
- L'Équipe Z (Kotoji Éditions) van Ed Tourriol, Dan Fernandes en Albert Carreres
- L'Escouade des ombres[11] (fr)
- Golem (Olydri Éditions) van Alexis Talone
- Goultard Bazar (fr)
- Green Mechanic (Ki-oon)
- Head-Trick (fr)
- Horion (fr)
- Kuma Kuma[12]
- Lanfeust Quest
- Lastman
- Les Iles du vent van Elodie Koeger en Hector Poullet
- Lost Soul [13]
- Love I.N.C. (fr)
- Magical JanKen Pon (fr)
- Necromancer[14]
- Omega Complex[15]
- Pen Dragon (fr )
- Pink Diary (fr )
- Radiant
- La Rose écarlate (fr)
- Save me Pythie (fr)
- Sentaï School (fr)
- Tengu-Dō (fr)
- Les Torches d'Arkylon (fr)
- Vis-à-Vis[16]
- Le Visiteur du futur: La Brigade temporelle (Ankama Éditions) van François Descraques, Guillaume Lapeyre en Alexandre Desmassias
- Vivant Human Specimen (fr)
- Wakfu (Ankama Éditions)